# میتلرر رتسگبیرگسکرایس
میتلرر رتسگبیرگسکرایس (به آلمانی: Mittlerer Erzgebirgskreis) یک ناحیه در آلمان است که در زاکسن واقع شده‌است. میتلرر رتسگبیرگسکرایس ۹۳٬۴۸۳ نفر جمعیت دارد.